# .ly
.ly는 리비아의 인터넷 국가 코드 최상위 도메인이다. LYNIC가 관리한다. 1988년에 개설되었다.

## 3차 도메인
- .com.ly: 상업
- .net.ly: 인터넷과 관련된 서비스
- .gov.ly: 정부
- .plc.ly: 주 소유 회사
- .edu.ly: 교육
- .sch.ly: 학교
- .med.ly: 건강과 관련도니 서비스
- .org.ly: 비영리단체
- .id.ly: 개인